# Bidorpitia
Bidorpitia là một chi bướm đêm thuộc phân họ Tortricinae của họ Tortricidae.

## Các loài
- Bidorpitia boliviana Brown, in Brown & Powell, 1991
- Bidorpitia ceramica Razowski & Wojtusiak, 2006
- Bidorpitia cryptica Brown, in Brown & Powell, 1991
- Bidorpitia dictyophanes (Meyrick, 1926)
- Bidorpitia exanthina (Meyrick, 1931)
- Bidorpitia megasaccula Brown, in Brown & Powell, 1991
- Bidorpitia poolei Brown, in Brown & Powell, 1991